# Европейский маршрут E96
Европейский маршрут Е96 — европейский автомобильный маршрут категории А в Турции, соединяющий города Измир и Сиврихисар. Длина маршрута — 446 км.
Маршрут Е96 проходит через города Салихлы, Ушак и Афьонкарахисар.
Е96 пересекается с маршрутами
- E90
- E87